# Margaret Morse Nice
Margaret Morse Nice (Amherst, Massachusetts, 6 de dezembro de 1883 - Chicago, Illinois, 26 de junho de 1974) foi uma ornitóloga, etóloga e psicóloga infantil norte-americana que fez um extenso estudo sobre a história de vida do pardal-canção e foi autora de Studies in the Life History of the Song Sparrow (1937). Ela observou e registrou hierarquias em frangos cerca de três décadas à frente de Thorleif Schjelderup-Ebbe que cunhou o termo "pecking order". Após seu casamento, ela fez observações sobre o aprendizado de idiomas em seus filhos e escreveu vários trabalhos de pesquisa.

## Publicações selecionadas
- Nice, M. M. 1910. Food of the bobwhite. J. Econ. Ent. 3:295–313.
- Nice, M. M. 1930. Observations at a nest of Myrtle Warblers. Wilson Bull. 42:60–61.
- Nice, M. M. 1931. The birds of Oklahoma. Revised edition. Publ. Okla. Biol. Survey 3:1–224.
- Nice, M. M. 1937. Studies in the life history of the Song Sparrow. I. A population study of the Song Sparrow. Trans. Linn. Soc. N.Y. 4:1–247.
- Nice, M. M. 1939a. The social kumpan and the Song Sparrow. Auk 56:255–262. PDF
- Nice, M. M. 1939b. The watcher at the nest. Macmillan, New York.
- Nice, M. M. 1941. The role of territory in bird life. Am. Midl. Nat. 26:441–487.
- Nice, M. M. 1943. Studies in the life history of the Song Sparrow. II. The behavior of the Song Sparrow and other passerine birds. Trans. Linn. Soc. N.Y. 6:1–328.
- Nice, M. M. 1954. Problems of incubation periods in North American birds. Condor 56: 173–197.
- Nice, M. M. 1962. Development of behavior in precocial birds. Trans. Linn. Sot. N.Y. 8: l-211.
- (com L. B. Nice) (1914) A city kept awake by the honking of migrating geese. Bird-Lore 16 : 119.
- A third Christmas census. Proceedings of the Oklahoma Academy of Science 2 (1922):31–32.
- Nesting records from 1920 to 1922 from Norman, Oklahoma. University of Oklahoma Bulletin 3 (1923): 61–67.
- Extension of range of the robin and Arkansas kingbird in Oklahoma. Auk 41 (1924): 565–568.
- (com L. B. Nice) The birds of Oklahoma. University of Oklahoma Bulletin n.s. (286) (1924): 1–122.
- Observations on shorebirds in central Oklahoma in 1924. Wilson Bulletin 37 (1925): 199–203.
- The bird life of a forty acre tract in central Oklahoma. University of Oklahoma Bulletin. Proceedings of the Oklahoma Academy of Science 7 (1927): 75–93.
- New nesting records in Cleveland County in 1925 and 1926. University of Oklahoma Bulletin. Proceedings of the Oklahoma Academy of Science 7 (1927): 72–74.
- Pileated woodpeckers wintering in Cleveland County, Oklahoma. Auk 44 (1927): 103.
- Seasonal fluctuations in bird life in central Oklahoma. Condor 29 (1927): 144–149.
- Late nesting of indigo bunting and field sparrow in southeastern Ohio. Auk 45 (1928): 102.
- Magnolia warblers in Pelham, Massachusetts in 1928. Wilson Bulletin 40 (1928): 252–253.
- The morning twilight song of the crested flycatcher. Wilson Bulletin 40 (1928): 225.
- Adventures at a window shelf. Oologist 46 (1929): 161–163.
- Domestic pigeons nest hunting on a mountain top. Auk 46 (1929): 543–544.
- Eight-mile censuses in 1927. Condor 31 (1929): 79.
- The Harris sparrow in central Oklahoma. Condor 31 (1929): 57–61.
- A hawk census from Arizona to Massachusetts. Wilson Bulletin 41 (1929): 93–95.
- Vocal performances of the rock wren in Oklahoma. Condor 31 (1929): 248–249.
- American egret and anhinga nesting in Oklahoma. Auk 55 (1930): 121–122.
- A list of the birds of the campus of the University of Oklahoma. Publications of the University of Oklahoma Biological Survey 2 (1930): 195–207.
- The Birds of Oklahoma. Rev. ed. Norman: University of Oklahoma Press, 1931.
- Notes on the twilight songs of the scissor-tailed and crested flycatchers. Auk 48 (1931): 123–124.
- Measurements of the white-throated and other sparrows to determine sex. Bird-Banding 3 (1932): 30–31.
- Female quail 'Bob-whiting.'  Auk 50 (1933): 97.
- Locating returned song sparrows as nestlings. Bird-Banding 4 (1933): 51–52.
- Robins and Caroline chickadees remating. Bird-Banding 4 (1933): 157.
- Zur Naturgeschichte des Singammers. Journal fu¨r Ornithologie 81 (1933): 552–595.
- Zur Naturgeschichte des Singammers. Journal fu¨r Ornithologie 82 (1934): 1–96.
- The Eighth International Ornithological Congress. Bird-Banding 6 (1935): 29–31.
- Some ornithological experiences in Europe. Bird-Banding 4 (1935): 147–154.
- Storks in trees. Wilson Bulletin 47 (1935): 270–271.
- (com L. B. Nice and R. M. Kraft) Erythrocytes and hemoglobin in the blood of some American birds. Wilson Bulletin 47 (1935): 120–124.
- Late nesting of myrtle and black-throated green warblers in Pelham, Massachusetts. Auk 53 (1936): 89.
- Curious ways of the cowbird. Bird-Lore 39 (1937): 196–201.

### Psicologia infantil
- The Development of a Child's Vocabulary in Relation to Environment. Master's thesis, Clark University, 1915. Published in Pedagogical Seminary 22 (1915): 35–64.
- The speech of a left-handed child. Psychological Clinic 9 (1915): 115–117.
- The speech development of a child from eighteen months to six years. Pedagogical Seminary 24 (1917): 204–243.
- Ambidexterity and delayed speech development. Pedagogical Seminary 25 (1918):141–162.
- Concerning all day conversations. Pedagogical Seminary 27 (1920): 166–177.
- A child and nature. Pedagogical Seminary 28 (1921): 22–39.
- A child that would not talk. Proceedings of the Oklahoma Academy of Science 2 (1922): 108–111.
- Handedness and speech. Proceedings of the Oklahoma Academy of Science 2 (1922):10.